# Boston (comté de Clare)
Pour les articles homonymes, voir Boston (homonymie).
Boston est un village en Irlande, situé dans le comté de Clare.